# Literair centrum van Tallinn
Het Literair centrum van Tallinn is een organisatie (stichting) in de Estse hoofdstad Tallinn die verscheidene museumwoningen rondom het Kadriorgpark beheert.

## Musea
- A.H. Tammsaare-museum - Het museum is gevestigd in de woning waar A.H. Tammsaare van 1932 tot zijn overlijden in 1940 woonde. Het bezit 6000 objecten waaronder Tammsaare´s dodenmasker en viool.[1]
- Eduard Vilde-museum - Het museum is gevestigd in het huis waar Eduard Vilde van 1927 tot zijn overlijden in 1933 woonde. De museumwoning heeft nog grotendeels zijn originele decord intact.[2]
- Mati Unt-museum - Het museum is gevestigd in het gebouw waar Mati Unt van 1995 tot zijn overlijden in 2005 woonde.[3]